# Ловиса Шведская
Ловиса Жозефина Евгения (Луиза) Шведская (швед. Lovisa av Sverige; 31 октября 1851[…], Королевский дворец в Стокгольме, Стокгольм, Швеция — 20 марта 1926[…], Амалиенборг, Копенгаген, Дания) — шведская принцесса, королева Дании, супруга датского короля Фредерика VIII. Единственная дочь шведского короля Карла XV и Луизы Нидерландской. Из династии Бернадотов.

## Жизнь
28 июля 1869 года в Стокгольме Ловиса вышла замуж за наследного принца Датского Фредерика VIII. В 1906 году после воцарения супруга стала королевой Дании.
Поскольку трон в Швеции и Норвегии женщины не наследовали, после смерти Карла XV королём стал его брат Оскар II, дядя Ловисы. После расторжения унии Швеции и Норвегии Оскар II сложил с себя полномочия, и на норвежский престол 18 ноября 1905 года был избран сын Ловисы Карл, принявший имя Хокон VII.
Ловиса умерла во дворце Амалиенборг (Копенгаген) и предана земле рядом с мужем в соборе города Роскилле.

## Дети
Дети от брака с Фредериком VIII:
- Кристиан Карл Фредерик Альберт Александр Вильгельм (1870—1947) — король Дании Кристиан X; был женат на герцогине Александре Мекленбург-Шверинской, старшей дочери великого герцога Мекленбург-Шверинского Фридриха Франца III и великой княжны Анастасии Михайловны; в браке родилось два сына.
- Кристиан Фредерик Карл Георг Вальдемар Аксель (1872—1957) — король Норвегии Хокон VII с 1905 года; был женат на своей двоюродной сестре принцессе Мод Великобританской, младшей дочери короля Великобритании и императора Индии Эдуарда VII и Александры Датской; имели одного сына.
- Луиза Каролина Жозефина София Тира Ольга (1875—1906) — супруга принца Фридриха Шаумбург-Липпского с 1896 года, сына Вильгельма Шаумбург-Липпского и Батильды Ангальт-Дессауской; супруги имели двух дочерей и сына.
- Харальд Кристиан Фредерик (1876—1949) — супруг принцессы Елены Аделаиды Зондербург-Глюксбургской, третьей дочери герцога Глюксбургского Фридриха Фердинанда и Каролины Матильды Августенбургской; имели пятерых детей.
- Ингеборга Шарлотта Каролина Фредерика Луиза (1878—1958) — супруга принца шведского и норвежского Карла с 1897 года, третьего сына короля Оскара II и Софии Нассауской; имели троих дочерей и сына.
- Тира Луиза Каролина Амалия Елизавета Августа (1880—1945) — замуж не входила, потомков не оставила.
- Кристиан Фредерик Вильгельм Вальдемар Густав (1887—1944) — женат не был, потомков не оставил.
- Дагмара Луиза Елизавета (1890—1961) — супруга Йоргена Карла Густава Кастеншильда с 1922 года, сына камергера королевского двора Антона Кастеншильда и Софии Стэнсен-Лет; имели пятерых детей.